# Kriboksel

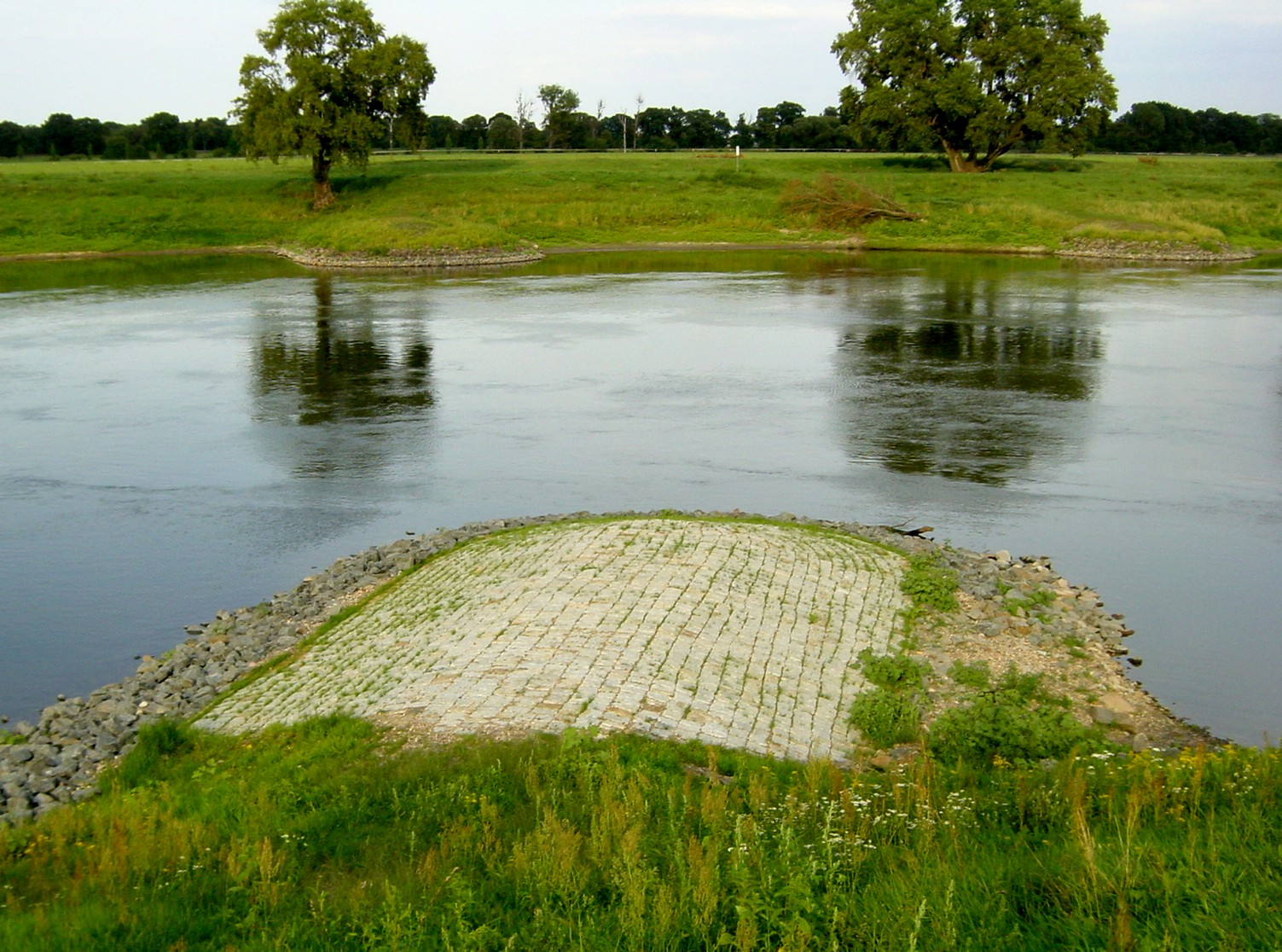
Sediment hoopt zich op bij de kriboksel in de stroomrichting, hier in de Elbe in de buurt van Torgau

Een kriboksel is het deel van een krib waar deze overgaat in de oever, hetgeen ofwel bij een strekdam ofwel bij de zomerkade moet gebeuren. Als kribben ontsteend worden, worden kriboksels vaak verstevigd om het wegstromen van zandoevers te voorkomen.